# (8008) 1988 TQ4
1988 تي كيو 4 (ويعرف أيضًا باسم (8008) 1988 تي كيو 4 وفق تسمية الكوكب الصغير) (بالإنجليزية: 1988 TQ4)‏ هو كويكب ضمن حزام الكويكبات؛ وترتيبه 8008 من حيث الاكتشاف.
اكتُشف هذا الجُرم الفلكي بواسطة Yoshiaki Oshima ‏ في 10 أكتوبر 1988.

## وصلات خارجية
- (8008) 1988 TQ4 في قاعدة بيانات مختبر الدفع النفاث لأجرام النظام الشمسي الصغيرة

- الاكتشاف · مخطط المدار ·  العناصر المدارية · المعلمات المادية

- (8008) 1988 TQ4 على موقع ويكي سكاي: DSS2, SDSS, GALEX, IRAS, Hydrogen α, X-Ray, Astrophoto, Sky Map, Articles and images